# Lubin Baugin

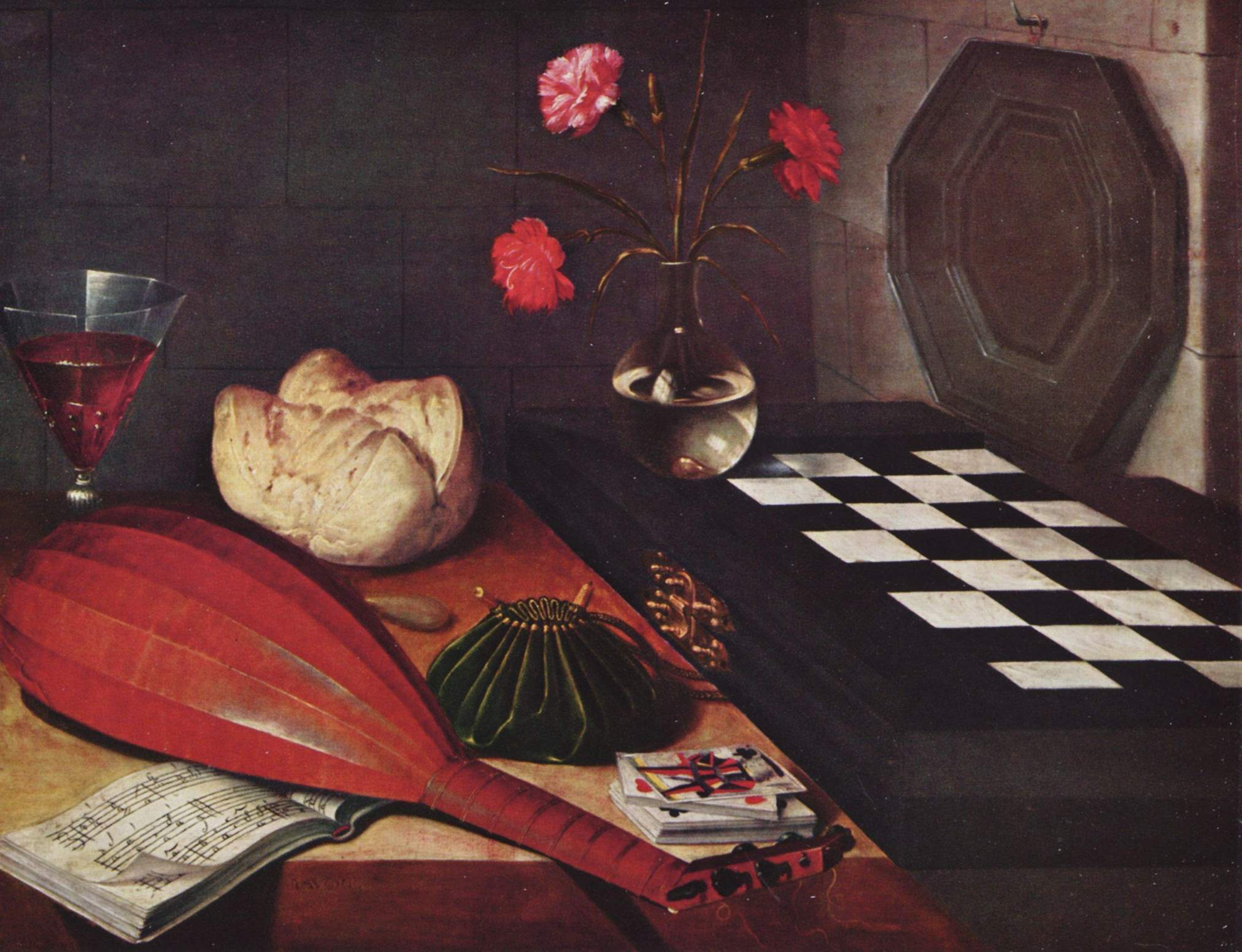
Els cinc sentits de Lubin Baugin, 1630. Museu del Louvre.

Lubin Baugin (circa 1610 a Pithiviers - juliol 1663 a París) va ésser un pintor francès. Gràcies a la seua semblança estilística amb Guido Reni, Lubi Baugin va ser conegut com El petit Guido pels seus contemporanis.
Va pintar, sobretot, escenes sagrades tot i que la seua famosa natura morta Els cinc sentits representa una excepció dins del seu estil. El Museu del Louvre en té una Santa família.